# Петко Бончев
Петко Енев Бончев е български художник, постановчик на игрални филми и архитект.
През 1951 година завършва специалност архитектура в Държавната политехника. Започва работа като постановчик в Студия за игрални филми, София. Негово дело е художествената постановка на редица филми, между които:
- 1963 – „Анкета (филм)“,
- 1963 – „Инспекторът и нощта“,
- 1965 – „Късче небе за трима“,
- 1966 – „Карамбол“,
- 1967 – „С дъх на бадеми“,
- 1968 – „Прокурорът“,
- 1968 – „Бялата стая“,
- 1972 – „На всеки километър“,
- 1973 – „Сиромашко лято“,
- 1974 – „Последният ерген“,
- 1976 – „Допълнение към Закона за защита на държавата“ (заедно с Константин Русаков)
- 1984 – „Спасението“.

Получава награди за сценографията си във филмите „Инспекторът и нощта“ (1964), „Бялата стая“ (1968), „На всеки километър“ (1972), „Спасението“ (1984).